# الاختلافات الجنسية بين البشر

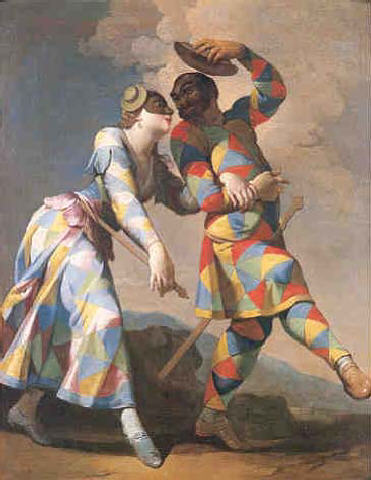

هناك الكثير من الدراسات في سبيل فهم الاختلافات الجنسية بين البشر (بالإنجليزية: Differences in sex between human)‏، والاختلافات في النوع كذلك. يمكن تحديد (الجنس البيولوجي_biological sex) عن طريق خمسة عوامل: وجود الكروموسوم (Y) من عدمه -حيث أن الكروموسومات الجنسية تكون في الصورة (XX) للمرأة، وتكون في صورة (XY) للرجل -، ونوع المناسل -التي هي الخصية في الرجال، أو المبيض في الإناث-، والهرمونات الجنسية، ونوع الأجهزة الداخلية للجسم تشريحيًا -مثل وجود الرحم داخل المرأة والمهبل وخلافه-، وشكل الأعضاء الجنسية الخارجية.
يتم تحديد جنس جينيًا الفرد في جيناتهم، عن طريق وجود الكرموسوم (Y)، أو عدمه.
يباشر الأهل ملاحظة هذه الصفات في المولود، وهكذا يمكن لهم التنبؤ بجنس الطفل بعد ولادته مباشرة؛ عن طريق ملاحظة الأعضاء التناسلية الخارجية، هل هو عضو ذكوري، أم عضو للإناث.
يخلط الكثير من الناس بين مفهومين معينين، هما (الجنس_sex)، و(النوع_Gender). الجنس صفة ثنائية –الجنس البيولوجي يكون مذكرًا إما مؤنثًا-، وينعكس في الصفات الموجودة في الشخص، ربما تكون هذه الاختلافات –كما يفترض البعض- نشأت كنتيجة لعملية تطورية تدعى (الانتقاء الجنسي_sexual selection) –وهي عملية تنحدر من عملية الانتخاب الطبيعي، في الانتخاب الطبيعي تتطور الصفات المرغوب فيها للكائن الحي فقط وتضمر الصفات الأخرى على مدى ملايين السنين، وفي التطور الجنسي الاختياري، الذي يعرف بالانتقاء الجنسي يختار الأفراد من جنس ما شركاءً لتتزاوج معهم من الجنس الآخر، وقد يصل بهم الأمر للتنافس مع أقرانهم من نفس الجنس للوصول للجنس الآخر-.
على النقيض تمامًا، فإن مفهوم النوع يشير إلى مجموعة الاختلافات الاجتماعية المتوسطة بين الذكور والإناث، والتي يُفترض أن تكون متعلقة بالشخص نفسه –يمكننا قول هذا على الاختلافات الجنسية أيضًا-، وعلى الخصائص البيولوجية للفرد.

## في الطب
تَضُم الاختلافات الجنسية من الناحية الطبية الأمراض الجنسية –والتي غالبًا ما تخص جنسًا دون غيره-، فالأمراض الجنسية هي الأمراض التي غالبًا ما توجد لدى جنس معين، ولا توجد في الجنس المقابل له. على سبيل المثال: تَغلُب (أمراض المناعة الذاتية_autoimmune diseases) في جنسً ما أكثر من غيره. لأسباب غير مفهومة بعد، (90%) من حالات (تليف الكبد الصفراوي الابتدائي_ primary biliary cirrhosis) تم تشخيصهم من النساء، بينما مرض (المصلب الابتدائي_primary sclerosing cholangitis) يغلب وجوده عند الرجال. إذًا الطب المتعلق بنوع الفرد –يُعرف أيضًا (بالطب الجنساني_gender medicine) هو مجال دراسة الطب الذي يبحث عن الاختلافات الجنسية والنفسية بين جنسي البشر، وكيف لهذه الاختلافات الجنسية بينهم أن تؤدي لانتشار مرض ما عن غيره في جنس ما دون غيره. في الغالب ما يتم استخدام أجسام الرجال كقاعدة بحثية للدراسات في مجال الطب الجنساني. نتئاج مشابهة لما تم ذكره وُجِدت في (أدب الطب الرياضي_Sport medicine literature)، حيث كانت نسبة الذكور الذين تمت الدراسة عليهم تساوي (60%) من نسبة كل الأفراد  النتائج التي تم الوصول إليها في هذه الدراسات تم اتخدامها على نطاق واسع، حيث زُودت بها مراكز الرعاية الصحية؛ من أجل فهم أفضل لمعالجة الذكور والإناث من المرضى.
ومؤخرًا، تبلورت في دماغنا أهمية وضع الاختلافات الجنسية في الاعتبار عن دراسة الأمراض، من حيث الأعراض، والنتائج التي نحصل عليها من العلاج، حيث أنها تعتمد كثيرًا على الاختلاف في الجنس.
وعند حديثنا عن الاختلافات الجنسية وتأثيرها على العلاج، والأمراض الجنسية –التي هي تختص جنسًا ما دونَ غيره-، يجب ألا نخلط بين هذين المفهومين وبين (الأمراض التي تنتقل عن طريق الاتصال الجنسي_sexually transmitted diseases)، وهي الأمراض التي تكون موجودة لدى فرد ما، وتنتقل لآخر فقط عن طريق الاتصال الجنسي بيهما.
الأمراض المترتبة على الجنس، لها أسباب عدة –تحتاج إلى مصدر للتأكيد-.
(الأمراض الوراثية المنوطة بالجنس_Sex-linked genetic illnesses).
هناك أجزاء من الجهاز التناسلي تخص جنسًا معينًا –أي أنها أعضاء لا توجد في الجهاز التناسلي للجنس الآخر-.
المسبباب الاجتماعية المرتبطة بالأدوار التي يفرضها علينا النوع –حيثُ يتوقع المجتمع من الذكور أن تتصرف بطريقة ما، ويتوقع من الإناث أن تسلك سلوكياتٍ ما، ويجب علينا أن نتصرف عليها-.
المستويات المختلفة من الوقاية، والتبليغ، والتشخيص، والعلاج، والمختلفة في كل نوع دون غيره.
وجدت الأبحاث أن الطبيبات النساء في الولايات المتحدة، يقدمون رعايةً طبية واهتمامًا أكبر للمرضى من الأطباء الذكور ، ووجدت هذه النتائج أيضًا في كندا.

## علم وظائف الأعضاء
الاختلافات بين الجنسين في علم وظائف الأعضاء هي الخصائص الفسيولوجية لهم، والتي ترتبط ارتباطًا كبيرًا بكونهم ذكور أم إناث. هذه الاختلافات قد تكون مباشرة أو غير مباشرة. الاختلافات المباشرة مسؤول عنها الكروموسوم (Y)، والاختلافات الغير مباشرة تؤثر بشكل جانبي، وغير مباشر –مثل الهرمونات على سبيل المثال-، ويكون تأثيرها مُآزر لتأثير الكروموسوم (Y).
(التشكل الجنسي_Sexual dimorphism) هو مصطلح يشير إلى (الفروق الظاهرية_phenotypic difference) بين جنسي الذكور والإناث من نفس (النوع_species).
تنقسم الاختلافات الجنسية (بشكل مباشر_bimodal distribution ). وتنشأ هذه الاختلافات الجنسية المباشرة كنتيجة لعمليتي الانقسام الميوزي ، و التخصيب –مع وجود حالات استثناء قليلة جدًا-. كل إنسان لديه كروموسومات (ْX) بشكلٍ أساسي كالكروموسومات المسؤوولة عن الجنس بداخله، ولا يشترط أن يتواجد الكروموسوم (Y) لدى الفرد، لكنه لو تواجد سيكون مكملًا للكروموسوم (ْX) -لو تواجدت الكروموسومات بالصورة (ْXx) يكون الفرد أنثى، ولو تواجدت بالصورة (Xy) يكون الفرد ذكرًا- هكذا، تؤثر الكروموسومات في تكوين الشخص جنسيًا، وتدعم النظام الثانائي لتقسيم الجنس. بالإضافة إلى الكروموسومات الجنسية، تعتبر المناسل –إذا كانت مناسل أنثوية وهي المبيضان، أو المناسل المذكرة وهي الخصيتان- من ضمن الوسائل التي يمكن من خلالها تقسيم الجنس ثنائيًا في البشر.
نوجه حدثنا الآن إلى الاختلافات الجنسية غير المباشرة، والتي يمكن معاينتها عن طريق (البيانات التجريبية _empirical data)، وعن طريق (التحليل الإحصائي_statistical analysis). هذه الطرائق تخبرنا أن معظم الخصائص المختلفة تأخذ عند تحليلها إحصائيًا شكلًا يعرف (منحنى الجرس_bell curve): أي التوزيع العادي، والذي يمكن وصفه بأنه في المتوسط (توسيع للذروة_peak distribution)، ويُعتبَر (الانحراف المعياري_ standard deviation) مؤشرًا على الحجم والانتشار. غالبًا ما يعني هذا أن الاختلافات بين الجنسين.، حيث لا يؤدي إلى التداخل في التوزيعات. على سبيل المثال، معظم الرجال يكونون أقوى وأطول من النساء ، لكن هذا لا يعني بالضرورة أنه لا توجد بعض النساء التي قد تكون أطول من بعض الأفراد من الرجال، كما أن هذه الصفات تختلف كثيرًا تبعًا للمجتمع الذي يعيشون فيه. إذا أردنا حديثًا تدقيقًا يوضح الفرق في الجنس بين الذكور والإناث، يجب أن نركز النظر على الاختلافات البيولوجية. ومنها الاختلافات الموجودة في الجهاز التناسلي، والغدد الصماء –على أساس إفرازاتها الهرمونية-، وآثراها الفسيولوجية –المتعقلة بوظائف الأعضاء-، والتبعات السلوكية، و(تمايز الأعضاء التناسلية_ gonadal differentiation) –الأعضاء التناسلية الداخلية أو الخارجية-، وكبر حجم الصدر، وحجم العضلات، والطول، وتوزيع الشعر. هناك أيضًا اختلافات بين الجنسين في منطاق محددة بالدماغ، على سبيل المثال: في العادي، تم العثور على منطقة في الدماغ تُعرف (بالنواة الجنسية ثنائية الشكل_ Sexually dimorphic nucleus)، وتعرف اختصارًا ب(SDN)، وتُسمى عند البشر تحديدًا (بالنواة الوِطائية الخلالية الأمامية_ Interstitial nucleus of the anterior hypothalamus)، وتعرف اختصارًا ب(INAH3) –هذا المفهوم يُقصد به النواة الثالثة في الجزء الأمامي من منطقة تحت المهاد في الدماغ، وهي النواة المسؤولة عن تمييز الجنس ثنائيًا في الدماغ، ويظهر بوضوح أنها أكبر حجمًا في الذكور عن الإناث بغض النظر عن أعمارهم، وأنها أكبر حجمًا في مزدوجي الجنس المخنثون أكثر من الشواذ جنسيًا-. هذه المنطقة وُجِدَ أنها أكبر حجمًا في الرجال من النساء 

## منظور علم النفس
تحاول الأبحاث القائمة في مجال علم النفس وعلاقته بالاختلافات الجنسية في البشر أن تبحث في الاختلافات البيولوجية، والمعرفية، والسلوكية بين الرجال والنساء هذه الابحاث تقوم بواسطة تجارب واختبارات، والتي تأخذ بدورها عدة أشكال. هذه الاختبرات تركز على الاختلافات المتوقعة والدارجة، مثل (اختبارات الذكاء_IQ tests)، و(التفكير المكاني_spatial reasoning)، وتقيس العدوانية، والمشاعر، وتركيب الدماغ، ووظائف المخ.
تشكل الكروموسومات عاملًا مهمًا في دراسة علم النفس البشري. تمتلك النساء اثنان من الكروموسوم (X)، ويجب أن نذكر أن الكروموسوم (X) أنشط وأكثر فاعلية من الكروموسوم (Y) في إظهار الصفات الجنسية، والتأثير على سلوكيات الفرد في بقية حياته. تضع الأبحاث في مجال الجينات والوراثة نظرية مفادها أن الكروموسوم (X) قد يحتوي على جين ما، هذا الجين مسؤول عن جعل الفرد أكثر اجتماعيةُ.
أغلب اختبارات الذكاء صُمِمَت بحيث لا تكون منحازة أكثر للذكور أو الإناث، بحيث لا توجد فروق في الدرجة بينهم. أكثر المجالات التي كان يوجد بها فرق في الدرجة بين الذكور والإناث كانتا القدرات الرياضية والرياضياتية. تقيس اختبارات الذكاء (العامل ج_G factor) –هذا المفهوم يشير إلى بنية وُضِعَت في مجال قياس القدرات المعرفية، والذكاء العام للبشر، فهو يشير إلى (الذكاء العام_ general intelligence)، و(القدرات العقلية العامة_ general mental ability)-،؛ للقضائ على التمييز الجنسي بين البشر، ولتثبت أننا يمكن أن نُهمِل أي اختلافات بين الجنسين أو اعتبارها غير موجودة. وجد البحث بتاريخ (2008) أنه: في مقياس (2_1)، لم يكن هناك اختلافًا قويًا في القدرات والامكانيات الرياضياتية عامةً بين عامة الناس.
ولأن البيئة الاجتماعية، والاختلاط بها يؤثران على القدرات الدماغية وسلوكياتنا، يجب على العلماء وضع العوامل البيئية في الاعتبار عند إقامتهم للأبحاث في الاختلافات بين الذكور والإناث. إذا كانت هناك اختلافاتٍ جوهريًا بين الرجال والنساء، سيكون من الصعب على الباحثين أن يقرروا إن كانت هذه الاختلافات فطرية أم لا. تهتم الأبحاث في هذا المجال بدراسة العوامل الاجتماعية المؤثرة على سلوكياتنا وقدراتنا الحركية. وقد أُثبِتَ أن الأنماط التقليدية في التفريق بين الرجل والمرأة تؤثر بشكلٍ بالغ على سلوكيات الفرد –هذا التأثير يُعرف (بتهديد الصورة النمطية_stereotypical threat).
في كتابه (الطبيعة والتغذية_ Nature and Nutrition)، يقول عالم النفس (ريتشارد ليبا_ Richard Lippa) أن هناك اختلافاتٍ جوهرية في تفضيل النساء أو الرجال العمل في وظائف معينة دون غيرها –مثل الميكانيكا، أو النجارة-، واختلافات عادية في تفضيلاتهم للوظائف الاجتماعية، والمتعلقة بالفن. هذه النتائج وجدت أيضًا أن المرأة تحاول أن تتودد أكثر للناس، وتصبح مع الوقت أكثر توجهًا للمساواة بالرجال.
وجد كل من (هارتونج_) و(أدجر_)، في عام (1998) أن هناك عدة أنواع من الأمراض العقلية والذهنية والمشاكل السلوكية، تُظهِر الاختلافات بين الجنسين تفسيرًا لانتشارها. في (80) حالة تم تشخصيها من اضطرابات تم التبليغ عنها عاني منها البالغين، كانت (35) حالة منهم منتشرة أكثر في الرجال عن النساء. (17) حالة منهم لها علاقة (بشذوذ الولع الجنسي_ paraphilia) –وهي حالة كانت تعرف مسبقًا بالانحراف الجنسي، وهو أن يشعر الفرد بالإثارة الجنسية المُرَكزة تجاه أشياء، أو مواقف، أو أوهام، أو سلوكيات، أو أفراد. يمكن أن توصف أيضًا بالفتنة الجنسية-، و(31) حالة منهم تنتشر في النساء أكثر من الرجال، و(14) منهم تنتشر بالتساوٍ في كلا الجنسين.
هناك خر بين الرجال والنساء، وهو الشعور بالغيرة. حيث يمكن اعتبار الشعور بالغيرة لدى السيدات أمرًا ملهمًا، يدل على التعلق العاطفي فقط، لكن الغيرة عند الرجالقد تصل أحيانًا إلى الخيانة الجنسية. الأغلبية الساحقة من النساء بنسبة تترواح من (62%) إلى (86%) قُلنَ أنهن عندما يشعرن بالغيرة، هم يخفن على أحبائهم من الارتباط العاطفي بامرأة أخرى فقط، بينما قال (47%) إلى (60%) من الرجال قالوا أنهم يخشون من الخياناتِ الجنسية.
في عام (200)، قدمت (جانيت يبلي هايد_ Janet Shibley Hyde)، وهي من (جامعة ويسكونسن ماديسون_University of Wisconsin Madison) نظريةً تقول فيها أن هناك تشابهًا بين النوعين. تقترح فيها أن الرجال والنساء يتشابهون في ككل شيءٍ تقريبًا، بالطبع هناك بعض الاختلافات النفسية، لكن البحث ركزَّ على التشابهات المعرفية، مثل: القراءة، والقدرة على الاستيعاب، والقدرات الرياضياتية. وركزت أيضًا على قدرات التواصل، ومنها: الخِطابة، والتحكم في تعبيرات الوججه. كما أنها ركزت عى السلوكيات على المستوى الاجتماعي والشخصي، مثل: العنف، والجنسانية، وعوامل نفسية أخرى، وأخيرًا بعض القدرات الحركية.
باستخدام (46) من نتائج (التحليل البُعدي_ meta-analyses)، وجدت أن (78%) من الاختلافات الجندرية كانت قريبة، أو تساوي لصفر. كانت الاستثناءات الوحيدة هي القدرات الحركية –على سبيل المثال، قدرة رمي الأشياء إلى مسافات بعيدة-، وبعض الاختلافات الجنسانية –مثل موقفهم حيال الجنس العارض-، كانت هذه في رأيها الاختلافات الأكبر بين النوعين.
تضيف: «لقد حان الوقت للتفكير في ما تكلفنا إياه تلك الاختلافات الجندرية التي نزعم وجودها، لو أبقينا عليها، سنبقي على العديد من المشاكل، ونسبب الأذى في كثير من المجالات، ومنها: أننا سنقلل من فرص المرأة في الحصول على وظائف، وسنزيد من الصراعات الزوجية، وسنخلق مشكلات في التواصل، ونسبب الكثير من المشاكل في تقدير المراهقين لذاتهم.».
أي كما يقول (هايد_Hyde): « إن الاختلافات بين الجنسين أكبر من الاختلافات بين الجنسين».
في عام (2012)، تحدثت (إيرينا تروفيموفا_Irina Trovimova)  عن ظاهرة (أزمة منتصف العمر_middle age - middle sex)، وقالت أن النساء أذكى عندما يتعلق الأمر بالكلام اللفظي وتصنع اللطف، لكن الرجال أقوى جسديًا، رغم أن قدراتهم الجسدية تبدأ في الخفوت من سن (25) عام، مما يجعل من هذا التصنيف غير عادلًا.
وأشارت العديد من الدراسات الأخرى –التي تدرس البشر، والكثير من الرئيسيات، التي هي الحيوانات التي تعيش معنا في نفس المملكة، وهي الأقرب لنا- إلى الاختلافات الأساسية بين اللنوعين في طريقتهم لتسوية المشاكل، وفي قوتهم الجسدية. غالبًا ما ينضج الرجال والنساء، من حيث القدرات الذهنية والجسدية في أعمارٍ مختلفة؛ فوفقًا لحديث (ماكغينيس_McGuinness) و(بريفرام_Brifram)، في عام (1978)، إنه أثناء السنتين الأولتين من حياة الطفل، نادرًا ما نرى الطفل يتحدث ويمشي في نفس الوقت، مما يدل على أن هاتين الوظيفتين يعملان من نفس المنطقة العصبية، وأن عمل أحدهما قد يؤثرعلى، أو يعطل عمل الآخرى. كما أن الفترة التي يزيد فيها النشاط الحركي لدى الأطفال يمكن أن نلاحظ فيها الآتي: في الفتيان، ينخفض نشاطهم الكلامي كلما ازداد نشاطهم الحركي، على عكس الفتيات. وتظهر هذه الاختلافات في السلوكيات على أساس الجنس في مراحل مبكرة من حياة الفرد، وهي مترتبة على الفترة التي ينضج بها كل منهم، وهكذا فهو من المحتمل أن تبدأ هذه الاختلافات في الخفوت مع الوصول إلى مراحل النضوج لاحقًا -(باربو_Barbou,)، (كابانيس_Cabanas)، (لي مانر إدريسي_Lee Manner-Idrissi) في عام (2011)-. يمكن أن تفسر لنا أزمة منتصف العمر، كيف أن كلًا من نتائج التحليل البُعدي، والعديد من الدراسات التجريبية للقدرات اللفظية، والرغبة في السيطرة على متطوعين بالغين، تتفقعلى أنه لا يوجد اختلافات حقيقية بين الجنسين.

## علم الاجتماع

### جريمة
الاختلافات الجنسية وعلاقتها بالجرائمهو المجال الذي يدرس الاختلافات الجنسية بين الرجال والنساء، بصفتهم مرتكبو الجرائم، أو أنهم ضحايا لها. الدراسات في هذا المجال غالبًا ما تتعلق بمجالاتٍ أُخرى، ومن أمثلتها: (علم الجريمة_criminology) وهو يعني بالدراسة العلمية للسلوكيات الإجرامية، (علم الاجتماع الاجتماعي_social sociology ) وهو يبحث في فهم العلاقة بين الجنس البيولوجي، وسلوكيات البشر –في هذه الحالة نقصد بالعوامل البيولوجية الاختلافات الجنسية بين الذكور والنساء-، أو دراسات المرأة. أخبرتنا الإحصائيات المنوطة، أن الرجال يرتكبون عددًا أكبر من الجرائم من النساء ، ونسبة الإفصاح عن الجرائم التي قام بها الفرد، والإبلاغ عن نفسه تزيد في الرجال عن النساء أيضًا. حاول العديد من المختصين تزويدنا بأسباب واضحة، نستفهم منها العلاقة بين الجريمة، وبين الاختلافات الجنسية. تشمل هذه التفسيرات الشعور بتفضيل النفس الموجود لدى الرجال، وهي نزعة تطورية، وميولهم نحو العنف والعِناد، والأنشطة الجنسانية المختلفة، ويعتبر عدم المساواة بين الجنسين من ضمن الأسباب أيضًا. على الرغم من صعوبة تفسيرها، تساعد الإحصائيات في علم الجريمة المحققين كثيرًا في فهم العلاقة بين ارتكاب الجرائم، وبين الاختلافات الجنسية بين الذكور والإناث؛ حيث أمكننا أن نتوصل إلى أن هنالك فرقًا في معدل ارتكاب الجريمة بين الرجال والنساء، ويمكن لهذا الفرق أن يكون عاملًا له صلة والعوامل الثقافية، لارتكاب جرائم لم يتم التبليغ عنها، أو قد يُعزى الأمر للعوامل البيولوجية -والتي منها هرمون التستوستيرون، والنظريات الاجتماعية-.
يجب أن نضع في اعتبارنا أيضًا طبيعة الجريمة نفسها، حيث يمكن أن يكون هذا عاملًا. تُقاس الجرائم بواسطة: سجلات اعتقال مرتكبيها، الانطباعات عنها وعنهم، والاستقصاءات التي أُقيمت حولها. لكن على أية حال، ليست كل الجرائم تم التبليغ عنها، وعلاوة عن ذلك، تقول لنا بعض الدراسات أن بعض الرجال قد يبلغون أنهم ضحايا لجرائم، لمجرد شعورهم بأنهم حقوقهم مهضومة –شعورًا بالتحيز لديهم-، خاصة إذا كانوا ضحايا لنساء. وتقول بعض الدراسات الأخرى أن: بعض الرجال يبلغون أنهم ضحايا للعنف من شركائهم الحميميين، لرغبتهم في تنفيذ القوانين على شركائهم. (بورتون ايت ال_Burton et al.) في عام (1998)، والاعتقاد بأن المستويات المنخفضة لدى الناس من القدرة على ضبط النفس، تعد من العوامل الرئيسية في انتشار الأنشطة الإجرامية.

### التعليم
أحيانًا في بعض الأماكن، قد يكون هنالك تمييزًا بين الجنسين في تحصيلهم العلم. ينتج هذا غالبًا بسبب تمييز جنسي في القانون، أو في ثقافة هذا المكان، والذي ينعكس في صورة تمييز جنسي ضد الأفراد، وقد يحرم بعضهم من الحصول على كفايته من التعليم.

### القيادة
أُجريت البحوث المختلفة لمعرفة إذا كان هناك تأثير للاختلافات بين الجنسين على (القيادة_Leadership). حتى وقتٍ قريب، كان الرجال فقط هم من يعملون في المناصب المرموقة، وفي المراكز الإدارية في أي عمل، وكان يندر رؤية المرأة تعمل في أي مراكز قيادية –إدارية- في الوظائف، مما أدى إلى أننا لم نمتلك بيانتٍ كافية لنعلم كيف تتصرف المرأة في هذه المواقف أو المراكز. يجري هذا البحث في خطين متناقضين، الأول: أن هنالك اختلافات واضحة بين الجنسين في مجال القيادة. والثاني: أن النوع أو الجنس لا يشكلان أي فرق على القدرة على القيادة.
يتم فحص الرجال والنساء من قبل (غالوب_Gallup )، بخصوص المواضيع المتعلقة بمكان العمل. عندما سُئل عن تفضيل العاملين لأن يكون مديرهم سيدة أم رجل، اختارت النساء أن يكون لديهن مديرًا بنسبة (39%)، بينما اختار (26%) من الرجال اختاروا أن يكونَ المدير رجلًا. فقط (27%) من النساء أردنِ أن تشغل أنثى منصب القيادة. وقد استمر هذا التفضيل –من كلا الجنسين- لفكرة أن يكون المديرُ رجلًا، وحتى الآن، حيث توقفت المعلومات عن التطور في هذه النقطة منذ ستين عامًا، بناءً على نتائج آخر دراسة استقصائية.

### الدين
الاختلافات الجنسية وعلاقتها بالدين يمكن تصنيفها إلى داخلية، وخارجية. عند دراسة هذا المجال، تجري دراسة القضايا المتعلقة بالدين من منظور ديني معين –خاص بدين معين-، حيث تشمل دراسة المُعتقدات، والممارسات الدينية المتعلقة بالجنس، وجنس الآلهة في هذا الدين، والشخصيات الدينية، والمعتقدات الدينية حول أصل، ومعنى الجنس البشري. يُنظردومًا إلى القضايا الدينية في الأديان الأجنبية عن الفرد –بقية الأديان التي لا يعتنقها الفرد- على نطاق واسع، لكن بمنظورٍ خارجي، نضرب على ذلك مثالًا: الاشتباكات بين الزعماء الدينيين، والعلمانيين.
بالطبع تؤثر وجهات النظر الدينية على القضايا الاجتماعية على اختتلافها. على سبيل المثال: قد تدعم بعض المنظومات الدينية –أو تَحَرّم- فكرة الأُسَر البديلة، والعلاقات الجنسية، والإجهاض. ويحاول البعض دراسة القضايا الدينية الخارجية، من منظور جندري، وقد تناول بعض هذا المنظور بعض (مناهضي النظرية النسوية_feminist)، أو النظرية النقدية وقِطاعاتها.

### الرأسمالية الاجتماعية
تُعَد الاختلافات بين الجنسين في (الرأسمالية الاجتماعية_Social capitalism) هي الاختلافات بين الرجال والنساء في قدرتهم على تنسيق الإجراءات، وتحقيق الأهداف، من خلال الثقة، والمعايير، والشبكات 
غالبًا ما يُنظَر إلى الرأسمالية الاجتماعية على أنها الحلقة المفقودة لتحقيق التنمية، وسهولة توصل الشبكات الاجتماعية إلى موارد، وجعل المحلات تعمل بشكلٍ أفضل.
يُنظَر أيضًا إلى الرأسمالية الاجتماعية على أنها عاصمة النساء، وأن الحدود التي تفرضها الاختلافات الجندرية، هي حدود التي تفصلها عن دخول العاصمة الاقتصادية، مثل: الواجبات المنزلية التي يجب عليها القيام بها، وأن تضمن تكوين شبكات اجتماعية قوية. قد يُساعد التركيز على هذا المفهوم، على زيادة انتباه النساء لعملهم الذي لا يتقاضون عليه راتبًا في المنزل والمجتمع ، والذي هو مهم للنجاة، وللنمو. على كل حال، البحوث التي تقوم بتحليل الرأسمالية الاجتماعية وجدت أن تَدَخُل المعايير الجندرية فيها أمر يندُر حدوثه، وأن الاستثنناءات فيه لهي قليلةٌ جدًا.

### الإنتحار
نعم تعتبر الاختلافات الجنسية بين البشر عاملًا مهمًا في الانتحار. هناك معدلات عالية، وغير متماثلة –لا يتساوى فيها الذكور والإناث- في الانتحار الذي تم بالفعل، ومحاولت الانتحار التي فشلت بين الذكور والإناث. هذه الفجوة، التي تسمى أيضًا (بالتناقض بين الجنسين_paradox of suicidal behavior) قد تختلف بشكل ملحوظ على مختلف الدول. وتشير الإحصائيات إلى أن الرجال يموتون بسبب الانتحار بشكل أكبر من البنات، لكن حالات الانتحار التي تم التبليغ عنها فعلًا، تنتشر أكثر ثلاث مرات في الإناث عن الذكور. يمكن أن نُعزي هذا التناقض، إلى اختلاف الطرية التي يستخدمها كلًا منهم: حيث تختار الفتيات غالبًا جرعات الدواء المفرطة، من أجل الاننتحار عن طريق أخذها، بينما يتجه الأولاد لاستخدام الأسلحة النارية أو السكاكين ).

### المخاطر المالية
هناك اختلاف ملحوظ بين الجنسي عند اتخاذهم قراراتٍ مالية هامة. وجدت عدة دراسات أن النساء يحبون أن يخوضوا المخاطر أكثر من الرجال، وأن تكون محفظاتهن –الحقيبة التي يضعون فيها المال خاصتهن- أكثر أمانًا من الرجال. في 3) مايو/ أيار 2015)، نشر (جورجيت جاسن_Georgette Jasen) في صحيفة (وول ستريت جورنال_Wall Street Journal) قائلًا: «إذا كنا سنتحدث عن الاستثمار، فإن الرجال تكون لديهم طريقتهم، كما أن النساء أيضًا تكون لديهن طريقتهن». وتخبرنا البحوث العلمية أن اختلاف الطرائق في اتخاذ القرارات المالية، مثل: شراء الاستثمارات مقابل تأمين، والتبرع من أجل مجموعات معينة –مثل ضحايا الأرهاب في العراق، والذين ظلمتهم الولايات المتحدة-، أو الإنفاق في المحلات ، و(تأثير الوقف_endowment effect) –أو أن يسألن عن سعر الأشياء، عندما يرونها مع الأشخاص-.
أغلبية هذه الدراسات متعلقة (بنظرية عوامل التنشئة الاجتماعية_the theory of agency-communion)، والتي أشرف عليها (دايفيد باكان_David Bakan) في عام (1966). بناءً على هذه النظرية، عوامل مثل التنشئة الاجتماعية والذكور، غالبًا ما تكون أكثر تركيزًا على الذات، وأكثر عدوانية.
وتعتبر الإناث أكثر طائفيةً: حيث تركزن على الآخرين وترعاهم. عندما ننظر إلى المسألة من هذين المنظورين، نكون قد فسرنا الكثير من عمليات صنع القرارات المالية.